# Agapé

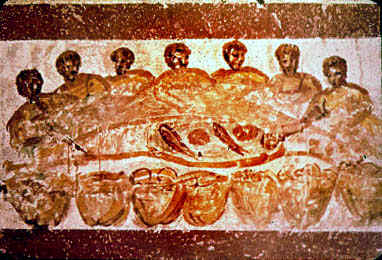
Slavnost agapé
(Řím, katakomby sv. Priscilly)

Agapé (řecky αγαπη) je jeden z několika řeckých výrazů pro lásku. Řecké výrazy pro lásku jsou:
- storgé (στοργή) znamená náklonnost nebo příbuzenskou lásku, jedná se o silný citový vztah bez sexuálního faktoru;
- erós (ερως, lat. amor) znamená lásku, která po něčem touží (srv. erotika) a podle Plotina; směřuje k nižšímu
- filia (φιλια) je vzájemná láska mezi přáteli; filos znamená také milý;
- agapé (αγαπη, lat. caritas, fr. charité, angl. charity) je láska pečující a podle Plotina chce něco vyššího.

## Agapé v křesťanství
Slovo agapé, v soudobé řečtině nepříliš běžné, zvolili překladatelé Bible do řečtiny jako překlad hebrejského ahava (אחבח) a v Novém zákonu se pak slovo erós vůbec nevyskytuje (filia jen dvakrát). Agapé se pak stalo křesťanským teologickým pojmem, který označuje lásku Boha k lidem, lidí k Bohu i mezi sebou.
Ježíš mluvil o křesťanské lásce jako o nejdůležitějším přikázání (Mk 12, 29–31 (Kral, ČEP)) a o novém přikázání (J 15, 9–12 (Kral, ČEP)). Odpovědět na Boží lásku činy laskavé péče o ty, kdo to potřebují, je zároveň největší důkaz lásky k Bohu.
| „                      | V tom je láska: ne že my jsme si zamilovali Boha, ale že on si zamiloval nás a poslal svého Syna jako oběť za naše hříchy. | “ |
| — 1J 4, 10 (Kral, ČEP) | |   |

Agapy (množné číslo agapai) je označením pro „hody lásky“ (společné stolování), jež v počátcích křesťanství provázely bohoslužbu jako výraz vzájemnosti a starosti o chudé (Ju 1, 12 (Kral, ČEP), 2Pt 2, 13 (Kral, ČEP)).